# Asheboro
Asheboro é uma cidade localizada no estado norte-americano de Carolina do Norte, no Condado de Randolph.

## Demografia
Segundo o censo norte-americano de 2000, a sua população era de 21.672 habitantes. 
Em 2006, foi estimada uma população de 24.130, um aumento de 2458 (11.3%).

## Geografia
De acordo com o United States Census Bureau, a localidade tem uma área de 39,9 km², dos quais 39,7 km² cobertos por terra e 0,2 km² cobertos por água. Asheboro localiza-se a aproximadamente 237 m acima do nível do mar.

## Localidades na vizinhança
O diagrama seguinte representa as localidades num raio de 28 km ao redor de Asheboro. 